# Distretto di Wuhou
Il distretto di Wuhou (武侯区S, Wǔhóu QūP) è un distretto della Cina, situato nella provincia di Sichuan e amministrato dalla città sub-provinciale di Chengdu.